# Peixinhos da horta

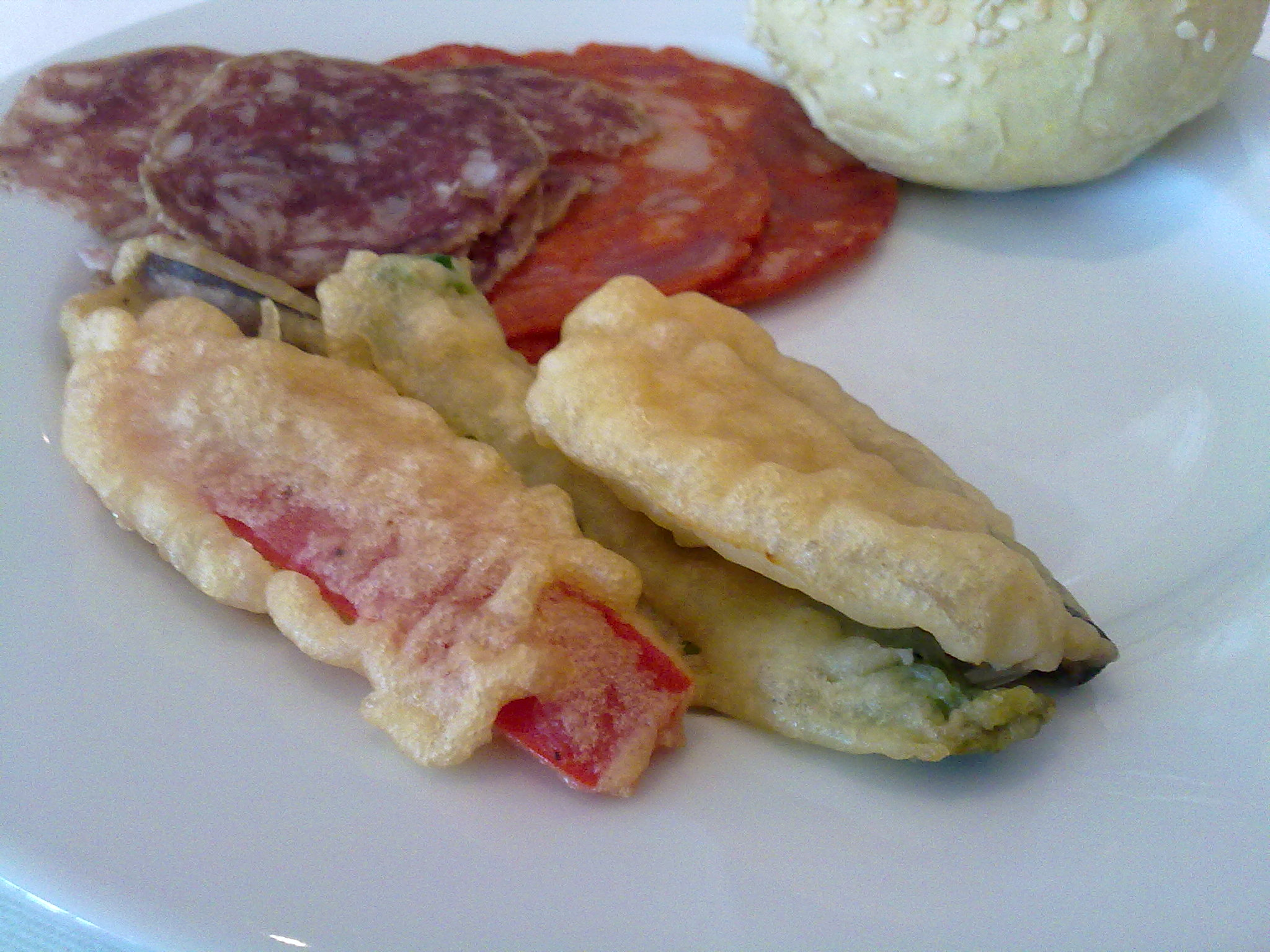
Un plato de peixinhos da horta

Los 'peixinhos da horta' (pronunciación en portugués: /pɐjˈʃĩɲuʃ/ o /pejˈʃĩɲuʃ ðɐ ˈɔɾtɐ/) son un plato tradicional de la cocina portuguesa. El nombre literalmente se traduce como "pececillos de la huerta", ya que se parecen a pequeñas piezas de pez de colores. Ese plato fue introducido a Japón por los misioneros jesuitas en el siglo XVI, donde se desarrolló finalmente en el tempura.

## Preparación
Los peixinhos da horta normalmente se preparan con judías verdes en una gabardina a base de harina de trigo que después son fritos. También otras verduras como pimientas de campana y calabazas son utilizadas.